# 格魯茲多沃
格魯茲多沃是白俄羅斯的城鎮，位於波斯塔維東南15公里，由維捷布斯克州負責管轄，1922年人口292。在1921年簽署的里加和約中，該鎮被納入波蘭第二共和國的維爾諾省管轄範圍。